# No Remorse
No Remorse är ett samlingsalbum av heavy metal-bandet Motörhead, utgivet 1984 på Bronze Records. Det innehöll fyra nyinspelade låtar, "Killed by Death", "Snaggletooth", "Steal Your Face" och "Locomotive", inspelade med en ny uppsättningen av bandet bestående av Lemmy, Würzel, Phil Campbell och Pete Gill.

## Låtlista

### Skiva ett
1. "Ace of Spades" - 2:47
2. "Motorhead" - 3:37
3. "Jailbait" - 3:33
4. "Stay Clean" - 2:42
5. "Too Late, Too Late" - 3:26
6. "Killed by Death" - 4:42
7. "Bomber" - 3:43
8. "Iron Fist" - 2:54
9. "Shine" - 3:11
10. "Dancing on Your Grave" - 4:30
11. "Metropolis" - 3:37
12. "Snaggletooth" - 3:51

### Skiva två
1. "Overkill" - 5:15
2. "Please Don't Touch" - 2:49
3. "Stone Dead Forever" - 4:54
4. "Like a Nightmare" - 4:28
5. "Emergency" - 3:00
6. "Steal Your Face" - 4:31
7. "Louie, Louie" - 2:37
8. "No Class" - 2:41
9. "Iron Horse/Born to Lose" - 3:48
10. "(We Are) The Road Crew" - 3:12
11. "Leaving Here" - 3:05
12. "Locomotive" - 3:25